# 騎劫
騎 劫（き ごう、生年不明 - 紀元前279年）は、中国戦国時代の燕の将軍。昭王の後を継いだ恵王に楽毅に代わる斉攻めの将軍に任じられた。

## 経歴
燕は紀元前314年、子之の乱による混乱を突かれ斉の宣王が公子職（後の昭王）の支援を名目に派遣した匡章率いる斉軍により国都の薊が陥され紀元前312年に斉が濮上の戦いで秦に大敗して燕から撤退する前後に昭王が即位するまで一時的に滅亡することとなった。
燕の王位を継いだ昭王は表向きは斉に従属しつつ国威復興に勤め有能な士を集めて厚遇し、後に斉の湣王が即位し、蘇秦や蘇代の活動で周辺諸国への出兵や恫喝・経済的浪費を繰り返して斉の国力と各国からの信望が低下したのを見計らい、紀元前284年に秦・魏・趙・韓の4国と連衡して斉に対し戦を仕掛け、楽毅率いる5国連衡軍は斉を莒と即墨の2城を残して滅亡寸前まで追い込んだ（合従攻斉の戦い・済西の戦い）。
紀元前279年に燕の昭王が亡くなり恵王が跡を継ぐと、太子時代から恵王と楽毅の仲が悪かった事を利用した斉の将田単は燕に楽毅が斉を統一すると、王として自立する旨の噂を流した。これを信じた恵王は楽毅を召還しようとしたが、楽毅は趙に亡命してしまったため、代わりの将として騎劫を任命するが、騎劫には楽毅ほどの将器はなく、また不当な人事に嫌気がさした燕軍は戦意が低下し、最終的には田単の火牛の策で燕軍は大敗し騎劫も戦死、斉は燕に奪われた70余の城を取り戻しその国土を回復するに至った（即墨の戦い）。